# Automic Software
Automic Software (ehemals UC4 Software) ist ein internationales Softwareunternehmen, das sich auf Enterprise Job Scheduling und Workload Automation spezialisiert hat. Das Unternehmen entwickelt in diesem Bereich spezifische Lösungen und Produkte, die meist in größeren Unternehmen zum Einsatz kommen. Beispielsweise werden damit die Aufgaben zur laufenden Rechnungserstellung von Energieversorgern automatisiert, die Hintergrund- und Zahlungsprozesse im Online-Retail automatisiert, oder IT-Housekeeping und Backup-Prozesse orchestriert. Oftmals sammelt UC4 dazu die Daten von unterschiedlichen Standorten oder Systemen zusammen und liefert jeweils relevante Informationen zeitgerecht an Data Warehouse (DWH)-, Enterprise Resource Planning (ERP)- und Output-Systeme. Das Unternehmen hat seine zwei Hauptsitze in Wien (Österreich) und Bellevue (USA) und verfügt über weitere Standorte in Australien, der Schweiz, Deutschland, Großbritannien und den USA.

## Geschichte
Gegründet wurde das Unternehmen 1985 als SBB Software in Österreich und stellte 1996 den ersten heterogenen Job Scheduler vor. Im März 2004 firmierte das Unternehmen in UC4 Software um.
Nach der Eröffnung von Niederlassungen in Europa und den USA wurde 2006 die Carlyle Group Mehrheitsgesellschafter bei UC4. 2007 fusionierte UC4 mit AppWorxCorp und integrierte deren Large Enterprise Scheduler.
Im Jahr 2009 übernahm UC4 Software die in Wien ansässige SENACTIVE. Dabei wurden von SENACTIVE die Verarbeitung komplexer Geschäftsereignisse, Pattern Mapping sowie die erweiterten Visualisierungswerkzeuge genutzt und mit der Funktionalität der Workload-Automatisierung von UC4 kombiniert. UC4 spezialisierte sich auf Workload-Automatisierung und Job Scheduling.
Am 13. August 2012 gab UC4 die Übernahme durch EQT, einer Private-Equity-Gruppe in Nordeuropa, bekannt. Die behördliche Zustimmung vorausgesetzt, wird EQT die ausstehenden Anteile der Carlyle Group wahrscheinlich im vierten Quartal 2012 kaufen.
Das Unternehmen UC4 Software firmierte am 1. Juli 2013 in Automic Software um. Die neue Marke sollte die Corporate Identity stärken und das internationale Wachstum unterstützen.
Im zweiten Quartal 2014 schloss Automic die Übernahme des französischen Unternehmens ORSYP ab und baute damit seine Präsenz vor allem in Frankreich und Kanada weiter aus.
Automic Software betreut über 2.700 Kunden weltweit, darunter Comcast, ebay, E.ON, Migros, Swisscom, T-Systems und TUI. Zu den Partnerschaften des Unternehmens zählen nach eigenen Angaben HP, IBM, Microsoft, Oracle und SAP.
Am 1. Dezember 2016 hat CA Technologies die Absicht bekannt gegeben, Automic für 636 Millionen USD zu übernehmen.  Nach der Übernahme durch CA Technologies wurden diese 2018 von Broadcom übernommen.

## Strategien und Produkte
Am 15. März 2011 startete UC4 die ONE Automation-Strategie, die sechs Bereiche der Automatisierung vereint: Application Release und Virtualization Management, Application Process Automation, Job-Scheduling / Workload Automation, Managed File Transfer (MFT), Run Book Automation.
Zu den wichtigsten Produkten gehören:
- UC4 Automation Engine für Business Automation, IT Automation, Cloud Automation und Context-Aware Automation
- UC4 Decision um Ereignisse zu erfassen und Prozesse zu überwachen
- UC4 Insight zur Analyse und Fehlererkennung
- UC4 Service Level Governor zum Verwalten und Überwachen von SLAs